# رئاسة وارن جي. هاردينغ
استمرت فترة ولاية وارن جي. هاردينغ كرئيس رقم 29 للولايات المتحدة من 4 مارس عام 1921 حتى وفاته في 2 أغسطس عام 1923. ترأس هاردينغ البلاد في أعقاب الحرب العالمية الأولى. كان هاردينغ جمهوريًا من ولاية أوهايو، وشغل المنصب خلال فترة في التاريخ السياسي الأمريكي استمرت من منتصف تسعينيات القرن التاسع عشر حتى عام 1932، والتي كان حزبه يهيمن عليها عمومًا. توفي إثر نوبة قلبية وخلفه نائب الرئيس كالفين كوليدج.
تولى هاردينغ منصبه بعد هزيمة الديمقراطي جيمس م. كوكس في الانتخابات الرئاسية عام 1920. في مواجهة سياسات الرئيس الديمقراطي آنذاك، وودرو ويلسون، فاز هاردينغ في التصويت الشعبي بهامش 26.2 نقطة مئوية، والذي يظل أكبر هامش نسبة تصويت شعبي في الانتخابات الرئاسية منذ نهاية حقبة المشاعر الحسنة في عشرينيات القرن التاسع عشر. عند توليه منصبه، وضع هاردينغ سياسات محافظة تهدف للحد من تدخل الحكومة في الاقتصاد. تمكن وزير الخزانة، أندرو ميلون، من إقرار قانون الإيرادات لعام 1921، وهو قانون تخفيض ضريبي كبير أدى إلى خفض الضرائب على الأثرياء بشكل رئيسي. وقع هاردينغ أيضًا على قانون الميزانية والمحاسبة، الذي سمح بإعداد أول ميزانية رسمية للبلاد، وأنشأ مكتب الميزانية. تميزت سياسته الداخلية أيضًا بإقرار قانون تعريفة فوردني مكمبر، والتي أدت إلى زيادة المعدلات التعريفية بشكل كبير.
أيد هاردينغ قانون حصص الطوارئ لعام 1921، والذي كان بمثابة بداية لفترة سياسات الهجرة التقييدية. استخدم حق النقض ضد مشروع قانون يهدف إلى منح مكافأة للمحاربين القدامى في الحرب العالمية الأولى، لكنه ترأس إنشاء مكتب المحاربين القدامى. وقع على العديد من القوانين التي تهدف إلى معالجة الأزمة الزاعية، وعمل مع وزير التجارة، هربرت هوفر، على ترويج تقنيات جديدة مثل الراديو والطيران. كانت سياسة هاردينغ الخارجية مُدارة من قبل وزير الخارجية، تشارلز إيفانز هيوز. كان الإنجاز الرئيسي لسياسة هيوز الخارجية هو مؤتمر واشنطن البحري في عامي 1921-1922، إذ اتفقت القوى البحرية الرئيسية في العالم على برنامج نزع سلاح البحرية. عين هاردينغ أربعة قضاة في المحكمة العليا، أصبحوا جميعًا أعضاء محافظين في محكمة تافت. بعد وفاة هاردينغ بوقت قصير، ظهرت العديد من الفضائح الكبرى، بما في ذلك فضيحة تي بوت دوم. توفّي هاردينغ كأحد أكثر الرؤساء شعبية في التاريخ، لكن الظهور اللاحق للفضائح أدى إلى تضاؤل احترام الشعب له، بالإضافة إلى الكشف عن العديد من العلاقات خارج نطاق الزواج. في الترتيب التاريخي لرؤساء الولايات المتحدة، غالبًا ما يُصنف هاردينغ من بين الأسوأ.

## انتخابات عام 1920

### ترشيح الحزب الجمهوري
بحلول أوائل عام 1920، ظهر الجنرال ليونارد وود، وحاكم ولاية إلينوي فرانك لودين، والسناتور حيرام جونسون من كاليفورنيا، كمرشحين رئيسيين عن الحزب الجمهوري في الانتخابات الرئاسية المقبلة آنذاك. بدأ بعض أعضاء الحزب في البحث عن بديل، وبرز اسم هاردينغ، بسبب قدرته الفريدة على جذب أصوات أوهايو الحيوية، رغم إحجامه. تمكن هاري م دورتي، الذي أصبح مدير حملة هاردينغ، والذي كان متأكدًا من عدم تمكن أي من هؤلاء المرشحين من كسب أغلبية الأصوات، أقنع هاردينغ بالترشح بعد مناقشة مطولة استمرت أكثر من ست ساعات. ركزت إستراتيجية دورتي على جعل هاردينغ محبوبًا أو مقبولًا على الأقل من قبل جميع أجنحة الحزب، بحيث يمكن أن يظهر هاردينغ مرشحًا كحل وسط في حالة حدوث مأزق في المؤتمر. أبرم صفقة مع تاجر النفط في أوكلاهوما، جيك إل. هامون، إذ التزم 18 مفوضًا من أوكلاهوما بعدما اشترى هامون أصواتهم لصالح لودين بالتصويت لهاردينغ كخيار ثانٍ إذا تعثر جهد لودين.

### الإدارة

#### مجلس الوزراء
اختار هاردينغ العديد من الشخصيات الوطنية البارزة لمجلس وزرائه المكون من عشرة أشخاص. اقترح هنري كابوت لودج، رئيس لجنة العلاقات الخارجية في مجلس الشيوخ، أن يعين هاردينغ إليهو روت أو فيلاندر سي نوكس وزيرًا للخارجية، لكن هاردينغ اختار بدلًا من ذلك قاضي المحكمة العليا السابق، تشارلز إيفانز هيوز، لهذا المنصب. عيّن هاردينغ هنري سي. والاس، وهو صحفي من ولاية آيوا، كان قد قدم النصائح لحملة هاردينغ عام 1920 بشأن القضايا الزراعية، كونه وزير الزراعة. بعد رفض تشارلز جيتس دوز عرض هاردينغ في أن يصبح وزيرًا للخزانة، وافق هاردينغ على اقتراح السيناتور بويس بنروز باختيار الملياردير في بيتسبرغ، أندرو ميلون. استغل هاردينغ تعيين ميلون لكسب التأييد لهربرت هوفر، الذي قاد إدارة الغذاء الأمريكية تحت إشراف ويلسون، والذي أصبح وزير التجارة في عهد هاردينغ.
رفض هاردينغ الدعوات العامة لتعيين ليونارد وود وزيرًا للحرب، وعين بدلًا منه مرشح لودج المفضل والسناتور السابق، جون دبليو. ويكس من ماساتشوستس. اختار جيمس جيه. ديفيس لمنصب وزير العمل، فقد استوفى ديفيس معايير هاردينغ لكونه مقبولًا على نطاق واسع من قبل حزب العمال، رغم معارضته لزعيم العمال صموئيل جومبرز. تعين ويل هـ. هايز، رئيس اللجنة الوطنية الجمهورية، مديرًا عامًا للبريد. تعبيرًا عن امتنان هاردينغ لما فعله فرانك لودين في المؤتمر الجمهوري لعام 1920، عرض عليه منصب وزير البحرية. بعد أن رفض لودين المنصب، عيّن هاردينغ بدلًا منه عضو الكونغرس السابق، إدوين دينبي من ميشيغان. أصبح عضو مجلس الشيوخ في ولاية نيومكسيكو، ألبرت ب. فال، الذي كان حليفًا وثيقًا لهاردينغ خلال فترة وجودهما معًا في مجلس الشيوخ، وزير الداخلية في عهد هاردينغ.

### الشؤون المحلية

#### قانون الإيرادات لعام 1921
تولى هاردينغ منصبه بينما كانت الأمة في خضم التدهور الاقتصادي التالي للحرب، الذي عُرف باسم الكساد سنة 1920-1921. رفض مقترحات تقديم إعانات البطالة الفيدرالية، معتقدًا أن الحكومة يجب أن تترك جهود الإغاثة للجمعيات الخيرية والحكومات المحلية. كان يعتقد أن أفضل طريقة لاستعادة الازدهار الاقتصادي هي رفع المعدلات التعريفية وتقليص دور الحكومة في الأنشطة الاقتصادية. صيغت السياسة الاقتصادية لإدارته من قبل وزير الخزانة، ميلون، الذي اقترح تخفيضات في ضريبة الأرباح الزائدة وضريبة الشركات. كان المبدأ الأساسي لخطة ميلون الضريبية هو خفض الضريبة الإضافية، وهي ضريبة دخل تصاعدية أثرت فقط على أصحاب الدخل المرتفع. فضل ميلون الأثرياء الذين يملكون أكبر قدر ممكن من رأس المال، إذ اعتبرهم المحرك الرئيسي للنمو الاقتصادي. شارك القادة الجمهوريون في الكونغرس رغبة هاردينغ وميلون في التخفيضات الضريبية، وجعل الجمهوريون التخفيضات الضريبية والمعدلات التعريفية من الأولويات التشريعية الرئيسية للسنة الأولى من رئاسة هاردينغ. دعا هاردينغ إلى جلسة خاصة للكونغرس لمعالجة هذه القضايا وغيرها، واجتمع الكونغرس في أبريل عام 1921.